# Железничарско първенство
Железничарското първенство е български футболен турнир, провеждан само между железничарските спортни клубове в България. За пръв път турнирът е организиран от Културно-просветния комитет при Организацията на българските железничари и моряци /ОБЖМ/ през 1936 г. по идея на деятеля на ЖСК (Бургас) Христо Антонов. Играе се по системата на преките елиминации. Пръв носител на купата е ЖСК (Русе).
През 1936 г. официалното име на турнира е Купа на Организацията на българските железничари и моряци /трофеят е подарен от деятеля на ЖСК (Бургас) Христо Антонов/, докато след 1941 г. официалното име е Купа „Железничар“ /трофеят е подарен от Министъра на железниците, пощите и телеграфите/. Преди 1944 г. за турнира се използва разговорното название Железничарска купа.
След 1944 г. е проведеното масовизиране на железничарския спорт в България и са създадени железничарски физкултурни дружества във всички големи градове, главни гари и пристанища. Футболният турнир след 1945 г. е известен като Железничарско първенство.

## Железничарски шампиони на България
- 1936 - ЖСК (Русе)
- 1941 - ЖСК (София)
- 1942 - ЖСК (София)
- 1943 - ЖСК (София)
- 1945 - Локомотив (София)
- 1946 - Локомотив (София)
- 1947 - Локомотив (София)
- 1952 - Локомотив (Пловдив)
- 1956 - Локомотив (София)
- 1957 - Локомотив (София)